# Jean de Sismondi

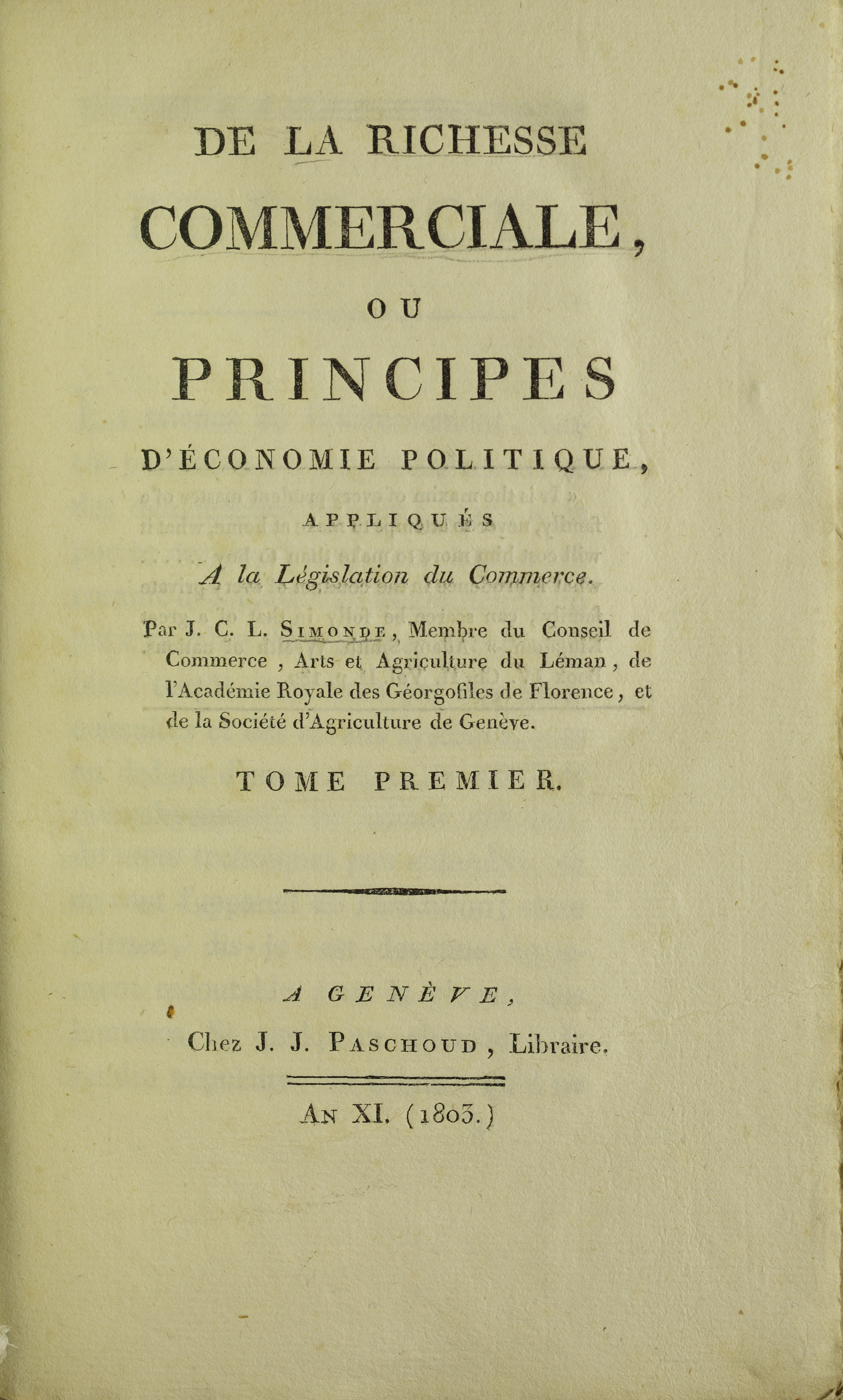
De la richesse commerciale, 1803

Jean Charles Leonard Simonde de Sismondi (19 maja 1773 – 25 czerwca 1842) – szwajcarski historyk i ekonomista, piszący po francusku i z tego względu zaliczany do przedstawicieli francuskiego nurtu ekonomii klasycznej.

## Życiorys
Urodził się i żył w Genewie. Jego przodkowie pochodzili z Włoch i Francji, ale po odwołaniu edyktu nantejskiego wyemigrowali do Szwajcarii. Odbył wiele podróży do Anglii, Toskanii, Włoch i Niemiec, które miały znaczący wpływ na kształtowanie się jego poglądów na ekonomię polityczną. W czasie swojej podróży do Anglii miał okazję poznać brytyjskiego klasyka ekonomii Davida Ricarda.
W początkowym etapie swojej działalności naukowej był propagatorem teorii Adama Smitha. Podróże, a zwłaszcza kontakt z Davidem Ricardo, skłoniły go do odejścia od apologetyki kapitalizmu.
Sismondi jest twórcą koncepcji społecznie niezbędnego czasu pracy oraz konsumpcyjnej teorii wartości. Zwracał uwagę na niedostateczny popyt jako źródło kryzysów i w oparciu o tę obserwację sformułował pojęcie podkonsumpcji. Podkonsumpcja, czyli niedostateczny popyt na towary bierze się, zdaniem Sismondiego, z bankructwa drobnych wytwórców, którzy nie wytrzymują konkurencji z wielkoprzemysłową produkcją kapitalistyczną i zostają zdegradowani do roli robotników. Siła nabywcza robotnika najemnego jest zaś zawsze mniejsza, niż siła nabywcza drobnego, samodzielnego producenta. Poza tym robotnicy ubożeją coraz bardziej na skutek wyzysku przez zatrudniającego ich właściciela środków produkcji – ich płaca ma więc tendencję do oscylowania wokół minimum niezbędnego do przeżycia. Zatem w miarę rozwoju kapitalizmu ogólny popyt spada i zaostrza się kryzys ekonomiczny, który staje się permanentny.